# Marise Payne
Marise Ann Payne (Sídney, 29 de julio de 1964) es una política australiana. Es ministra de asuntos exteriores desde 2018 y ministra de las mujeres de Australia. Al mismo tiempo es senadora de Nueva Gales del Sur como representante del Partido Liberal desde el año 1997. Fue anteriormente ministra de defensa en 2015 bajo el gobierno del primer ministro Malcolm Turnbull, siendo entonces la primera mujer en ocupar este cargo.

## Biografía
Nació en Sídney en 1964, es hija de Ann Noreen (nacida Johns) y William Elliott Payne. Su padre, un veterano de la Segunda Guerra Mundial, trabajaba como contable y agricultor. Creció en el parque Bardwell, en las afueras del sur de Sídney. Estudió en la MLC School y más adelante en la Universidad de Nueva Gales del Sur, donde obtuvo un título de grado en arte, y también uno en leyes. 